# Zaki Usman
Zaki Usman (arab. زكى عثمان; ur. ?, zm. 28 września 1985 w Gizie) – egipski piłkarz występujący na pozycji napastnika. Uczestnik Igrzysk Olimpijskich 1920.
Zawodnik wystąpił w obydwu spotkaniach, jakie reprezentacja Egiptu rozegrała na turnieju piłkarskim podczas igrzysk w 1920 roku. W meczu I rundy (1/8 finału), przegranym z Włochami 1:2 był autorem bramki dla Egiptu. Był to pierwszy w historii gol reprezentacji Egiptu na igrzyskach olimpijskich. Bratem Zakiego Usmana był Dżamil Usman, również reprezentant Egiptu na igrzyskach olimpijskich.